# Neotrichura penates
Neotrichura penates là một loài bướm đêm thuộc phân họ Arctiinae, họ Erebidae.